# Quentin Lecœuche
Quentin Lecœuche, né le 4 février 1994 à Beuvry en France, est un footballeur français qui joue au poste d'arrière gauche au Wisła Płock.

## Biographie

### Débuts professionnels
Natif de Beuvry dans le Pas-de-Calais en France, Quentin Lecœuche est formé par le RC Lens qu'il intègre à l'âge de 9 ans. C'est à travers ce club qu'il joue son premier match en professionnel le 26 avril 2015 à l'occasion d'une rencontre de Ligue 1 face à l'AS Monaco. Il entre en jeu à la place de Wylan Cyprien lors de ce match perdu par son équipe (0-3). Le RC Lens termine dernier du championnat cette saison-là et donc relégué en Ligue 2. 
Le 27 juillet 2015 il rejoint le Luçon FC en National.

### FC Lorient
À la suite de la rétrogradation administrative du Luçon FC en DHR, Lecœuche est recruté par le FC Lorient à l'été 2016, dans un premier temps pour renforcer l'équipe réserve du club. En septembre 2017 il prolonge son contrat jusqu'en 2020.
Il joue son premier match en équipe première le 24 janvier 2018 face au Montpellier HSC en coupe de France. Il est titulaire lors de ce match qui se solde par la défaite des siens quatre buts à trois.
Lors de la saison 2018-2019, Lecœuche est prêté à l'US Orléans où il fait une saison pleine.
Quentin Lecœuche est de retour au FC Lorient pour la saison 2019-2020. Il prolonge à nouveau son contrat avec le FCL en août 2019, de trois ans. Il joue ses premiers matchs en championnat avec le FC Lorient lors d'une saison qui ne va pas à son terme du à la Pandémie de Covid-19 mais le club, premier lors de l'interruption du championnat qui ne reprend pas est sacré champion de Ligue 2.
Malgré la promotion du club, il est prêté à l'AC Ajaccio pour une saison en juillet 2020.

### Valenciennes FC
En 2021, il quitte le club et signe en faveur du Valenciennes FC, pensionnaire de Ligue 2.

### Real Saragosse
Le 3 juillet 2023, Quentin Lecœuche rejoint le Real Saragosse. Il signe un contrat de deux ans, soit jusqu'en juin 2025, avec une année supplémentaire en option. Au total, il joue vingt-six matchs en deuxième division espagnole lors de la saison 2023-2024.

### Retour en France
Après une seule saison en Espagne, il revient en France en signant en faveur du club de Ligue 2 du Stade Malherbe Caen. En fin de saison, le club est rétrogradé en National.

### Départ en Pologne
Le 8 août 2025, il signe libre en faveur du club polonais du Wisła Płock pour un an plus une en option. 

## Palmarès
Il est champion de Ligue 2 en 2020 avec le FC Lorient.